# Craugastor nefrens
Craugastor nefrens är en groddjursart som först beskrevs av Smith 2005.  Craugastor nefrens ingår i släktet Craugastor och familjen Craugastoridae. IUCN kategoriserar arten globalt som otillräckligt studerad. Inga underarter finns listade i Catalogue of Life.